# Hippolyte d'Ursel
Marie Hippolyte Adrien Ludovic d'Ursel (Brussel, 17 november 1850 - 9 december 1937) was een Belgisch volksvertegenwoordiger en senator.

## Levensloop
Graaf Hippolyte d'Ursel was een zoon van graaf Louis d'Ursel en van Louise Gueulluy de Rumigny. Hij trouwde met Georgine de Rouillé (1859-1926). Ze kregen vier zoons en twee dochters.
Hij promoveerde tot doctor in de rechten. In 1893 werd hij benoemd tot commissaris voor de Antwerpse Wereldtentoonstelling 1894.
Hij werd in 1894 verkozen tot katholiek volksvertegenwoordiger voor het arrondissement Brussel en vervulde dit mandaat tot in 1900. In 1905 werd hij senator voor hetzelfde arrondissement en bleef dit tot in 1908. Tijdens de Eerste Wereldoorlog was hij politiek gevangene.

## Publicaties
- L'Œuvre du Roi au Congo, son passé, son présent, son avenir, Brussel, 1890.
- L'anti-esclavagisme en Afrique, in: Revue Générale, 1891.
- La candidature du duc de Leuchtenberg au trône de Belgique en 1831, in: Le Correspondant, Parijs, 1928.
- La Cour de Belgique et la Cour de France de 1832 à 1850. Lettres intimes, Parijs, Plon, 1933.